# Renata Thiele
Renata Anna Thiele (* in Zielona Góra) ist eine deutsche Schriftstellerin. Sie wurde vor allem durch ihren Softkrimi über die Aachener Heiligtumsfahrt und die Salvatorreliquien in Kornelimünster bekannt.

## Leben
Thiele studierte Germanistik in ihrer Geburtsstadt Zielona Góra in Polen und ab 1988 im Aufbaustudium Germanistik und Komparatistik an der RWTH Aachen. Heute arbeitet sie in ihrer Wahlheimat Aachen als Stadtführerin, Übersetzerin und Sprachdozentin. Zwischen 1980 und 1987 war sie in der Studentenorganisation der UNO-Freunde (SSP ONZ) als Mitorganisatorin wissenschaftlicher Seminare zu ökonomischen, politischen und sozialen Themen tätig – davon zwei Jahre lang als Sekretärin des Kontrollausschusses der Organisation und zwei Jahre lang als Vorstandsmitglied. 1988 wurde sie vom Landgericht in Zielona Góra zur gerichtsvereidigten Übersetzerin ernannt, was in Deutschland dem staatlich geprüften Übersetzer entspricht.
Sie schreibt Kriminalromane, Erzählungen, Reiseberichte und Beiträge für Zeitschriften und Internet-Portale in Deutsch und Polnisch. Zahlreiche ihrer Artikel erschienen in der euregionalen Kulturzeitschrift Polregio, die in der Region um Aachen in Belgien, Deutschland und den Niederlanden erhältlich gewesen ist und bei der sie zwischen 2005 und 2010 als Chefredakteurin tätig war.

## Werke
- Berlin, Waldweg. Kriminalkurzgeschichte in Wedding Connections. Karo Krimi, Berlin 2004, ISBN 3-937881-02-6 (Ausgewählte Kriminalgeschichten)
- Des Kobolds Glück. Kurzgeschichte in Firio Maonara. (Untertitel „von den Kochfeuern der Elben“). INTRAG Publishing, Los Angeles, USA 2005, ISBN 1-933140-12-7 (Rezeptbuch für Salate und Dressings und fantastische Kurzgeschichten)
- Eine heilige Sache. Große Sünden – kleine Sünden. Softkrimi. Textera, Aachen 2014, ISBN 978-3-00-045853-8
- Die verschollenen Noten. Kalt berechnet – heiß begehrt. Softkrimi. Ammianus, Aachen 2016, ISBN 978-3-945025-39-0
- „Serca w Winnicy – Herzen im Weinberg.“ Eine Geschichte in der Anthologie „Mittelmosel Bittersüß. Eine literarische Auslese von Trier bis Traben-Trarbach“ Ammianus, Aachen 2016, ISBN 978-3-945025-40-6
- Kornelimünster – Geschichten rund um eine Abtei. Ammianus, Aachen 2016, ISBN 978-3-945025-52-9
- Das Vermächtnis. Alte Liebe – frische Spur. Ammianus, Aachen 2017, ISBN 978-3-945025-68-0
- Burtscheider Halbwahrheiten – Erforschte und erfundene Geschichten aus über eintausend Jahren. Eifeler Literaturverlag, Aachen 2020, ISBN 978-3-96123-004-4[1]
- Zwischen Wein und Liebe – Solange die Mosel fließt. Rhein-Mosel-Verlag, Zell-Mosel 03.04.2024, ISBN 978-3-89801-474-8[2]